# Атеїзм в Албанії
Нерелігійність, атеїзм і агностицизм — світогляд частини албанців (див. релігія в Албанії), поряд з переважаючими віросповіданнями ісламом і християнством. Більшість албанців ведуть світський спосіб життя і відкидають релігійні міркування, які формують або обумовлюють їхній спосіб життя.
Атеїзм в Албанії виник після періоду зростання антиклерикалізму та секуляризації в контексті зростання албанського націоналізму в пізній Османській імперії. У той час як автори цього періоду іноді використовували інвективи проти релігії, першим публічним захисником відмови від самої релігії був Ісмет Тото в 1934 році, а потім роботи Анастаса Пласарі в 1935 році. Починаючи з 1946 року під комуністичним правлінням в Албанії, релігія була спочатку обмежена, а 1967 року потім була заборонена публічна релігійна практика з прийняттям державного атеїзму Енвером Ходжою, хоча деякі приватні практики вижили, і залишалися такими до тих пір, поки обмеження не були спочатку послаблені в 1985 році, а потім зняті в 1990 році за його наступника Раміза Алії. Опитування, проведене ПРООН, показало, що значна більшість албанців погоджуються з тим, що націоналізм, відсутність релігії та заборона релігії під час комуністичного правління допомогли створити основи релігійної толерантності.
Нині оцінки чисельності нерелігійного населення дуже різняться. Серед населення, яке самооголосило себе атеїстами, наведено цифри від 2,5 % до 8 % чи 9 % тоді як інші оцінки нерелігійності повідомляють про цифри 39 % тих, хто заявляє, що є «атеїстами» (9 %) або «нерелігійними» (30 %), 61 % не сказали, що релігія є «важливою» для їхнього життя, і 72 % релігію «не практикують». Було виявлено, що багато албанців, які називаються мусульманами чи християнами, сповідують лише деякі обряди своєї віри або взагалі їх не сповідують. За дослідженнями, проведеними в 2008, 2009 і 2015 роках, Албанія виявилася 20-ю найменш релігійною країною в світі, де 39 % населення є релігійними.
Релігійна ідентичність в Албанії зазвичай визначається атрибуцією, як правило, сімейною історією, а не фактичною практикою. Незважаючи на повсюдну відсутність релігійної практики, певна антипатія до зовнішніх атеїстів була виявлена в опитуваннях, і хоча є багато громадських діячів, які відкрито заявляють про себе як атеїстів, також були скарги на негативний публічний дискурс щодо атеїстів.

## Історія

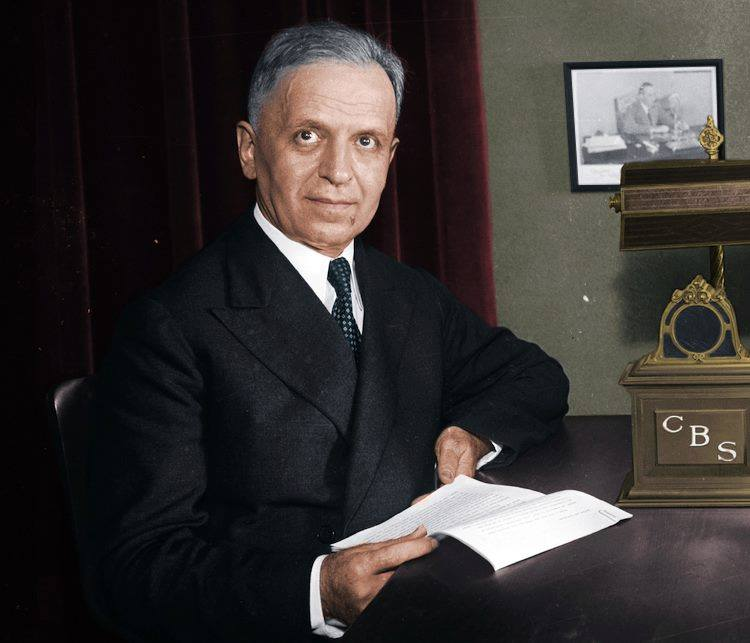
Фаїк Коніца, албанський діяч національного відродження, який через два роки після свого навернення з ісламу на католицтво написав критику всіх релігій

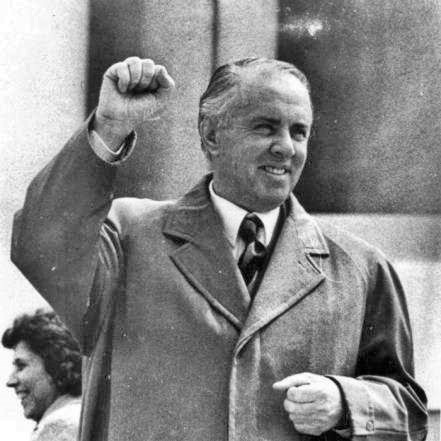
Енвер Ходжа сприйняв слова Пашко Васи буквально, заборонивши державну релігію, хоча деякі приватні практики продовжувалися

У пізню османську еру, щоб подолати релігійні розбіжності серед албанців між членами місцевих мусульман-сунітів, православних християн, мусульман-бекташі та християн-римсько-католиків. Албанський націоналізм, як виявилося, мав тенденцію спонукати албанців нехтувати релігійними відмінностями, стверджуючи, що сектантський релігійний фанатизм, який викликає розкол, був чужим албанській культурі, і пропагував те, що деякі історики називають «громадянською релігією» албанізму. Відомий вірш Васо-паші «O moj Shqypni» сказав албанцям «присягнути не зважати [дослівно „не дивитися“] на церкву чи мечеть», бо «віра албанця — це албанство» (алб. feja e shqiptarit është shqiptaria).
Албанські діячі національного відродження в ХІХ столітті, такі як Фаїк Коніца, Джані Врето та Зеф Джубані, часто у риториці були антиклерикальними (у 1897 році Коніца сказав: «Кожна релігія змушує мене блювати», або алб. Më vjen për të vjellur nga çdo fe), але вважається, що першим прихильником атеїзму в сучасній Албанії був Ісмет Тото, публіцист і революціонер, чия антирелігійна полеміка 1934 року Grindje me Klerin («Сварка з духовенством») була однією з перші відомі праці, які виступають проти сповідування самої релігії албанською мовою. За цим послідувала Sëmundja Fetare («Хвороба релігії»), ще одна важлива антирелігійна полеміка Анастаса Пласарі 1935 року. Вірш Blasfemi Міджені, якого багато хто вважав атеїстом, також відзначається як антирелігійний. Іншою важливою фігурою до того часу був політик і мер Ґірокастри Гісен Ходжа, дядько Енвера Ходжі, якого вважали «радикальним атеїстом і антиколонізатором». Його атеїстичні погляди вплинули на погляди Енвера Ходжі.
Під час свого правління Ахмет Зогу сприйняв ренесансні ідеали єдності, релігійності та європейської модерності та перетворив їх на саму ідеологію держави.
"Nuk ka Zeus, as nuk ka zot, 
Ferr, Lugat t'imagjinuar,
po ka popull të paditur,
popull q'ende s'është zgjuar."
Український переклад:
«Немає Зевса, немає Господа
Пекла, (ці) вигадані істоти,
Натомість є невігласи.
Люди, які ще не прокинулися.

І досі не прокинулися».

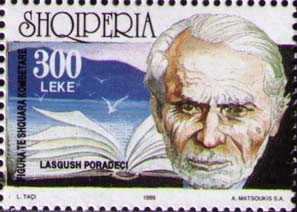
Ласгуш Порадеці написав атеїстичну поему «Eskursioni teologjik i Sokratit»

Під час комуністичної ери Албанія перейшла від простої світської держави до, у 1967 році, суб'єкта, який підтримує державний атеїзм, за яким будь-яке публічне сповідування релігії було заборонено, хоча деякі приватні практики збереглися. Початок антирелігійної політики Комуністичної партії Албанії був покладений у серпні 1946 року Законом про аграрну реформу, який націоналізував більшу частину майна релігійних інституцій, обмежив діяльність релігійних інституцій і передував переслідуванню багатьох священнослужителів і віруючих та вигнанню всіх іноземних католицьких священиків.
У 1967 році Енвер Ходжа сприйняв вірш Пашка Васи буквально, перетворивши боротьбу проти розколу релігійних приналежностей на боротьбу проти самої релігії, щоб замінити розкольницьку прихильність різних релігійних громад об'єднавчою лояльністю до комуністичної держави, і він оголосив Албанію атеїстичною державою, в якій публічна релігійна практика була заборонена. До травня 1967 року всі 2169 релігійних споруд в Албанії були націоналізовані, багато з них перетворено на культурні центри. Великим центром антирелігійної пропаганди був Національний музей атеїзму (алб. Muzeu Ateist) у Шкодері, місті, яке уряд вважає найбільш консервативним у релігійному вимірі. Після смерті Енвера Ходжі в 1985 році його наступник Раміз Алія зайняв більш толерантну позицію щодо релігійної практики, назвавши її «особистою та сімейною справою». Священнослужителям-емігрантам було дозволено знову в'їхати в країну в 1988 році і відправляти богослужіння. Мати Тереза, етнічна албанка, відвідала Тірану в 1989 році, де її прийняли міністр закордонних справ і вдова Ходжі. У грудні 1990 року заборону на релігійні обряди було офіційно знято, що дозволило тисячам християн відвідувати різдвяні служби, хоча інші джерела повідомляють, що офіційне припинення заборони відбулося в 1991 році.
2014 року, після візиту до Албанії Папи Франциска, деякі інтелектуали критикували те, що вони сприймали як негативну риторику, спрямовану на атеїстів, яка все частіше пов'язувала атеїзм з «комуністичними злочинами» і говорила про атеїзм як про «неповноцінний», що призвело до скарг на відродження антиатеїстичного «табу», серед інших питань.

## Демографія

### Поширеність безрелігійності
Релігійність в Албанії (2016 Barem-WIN/ Gallup International)

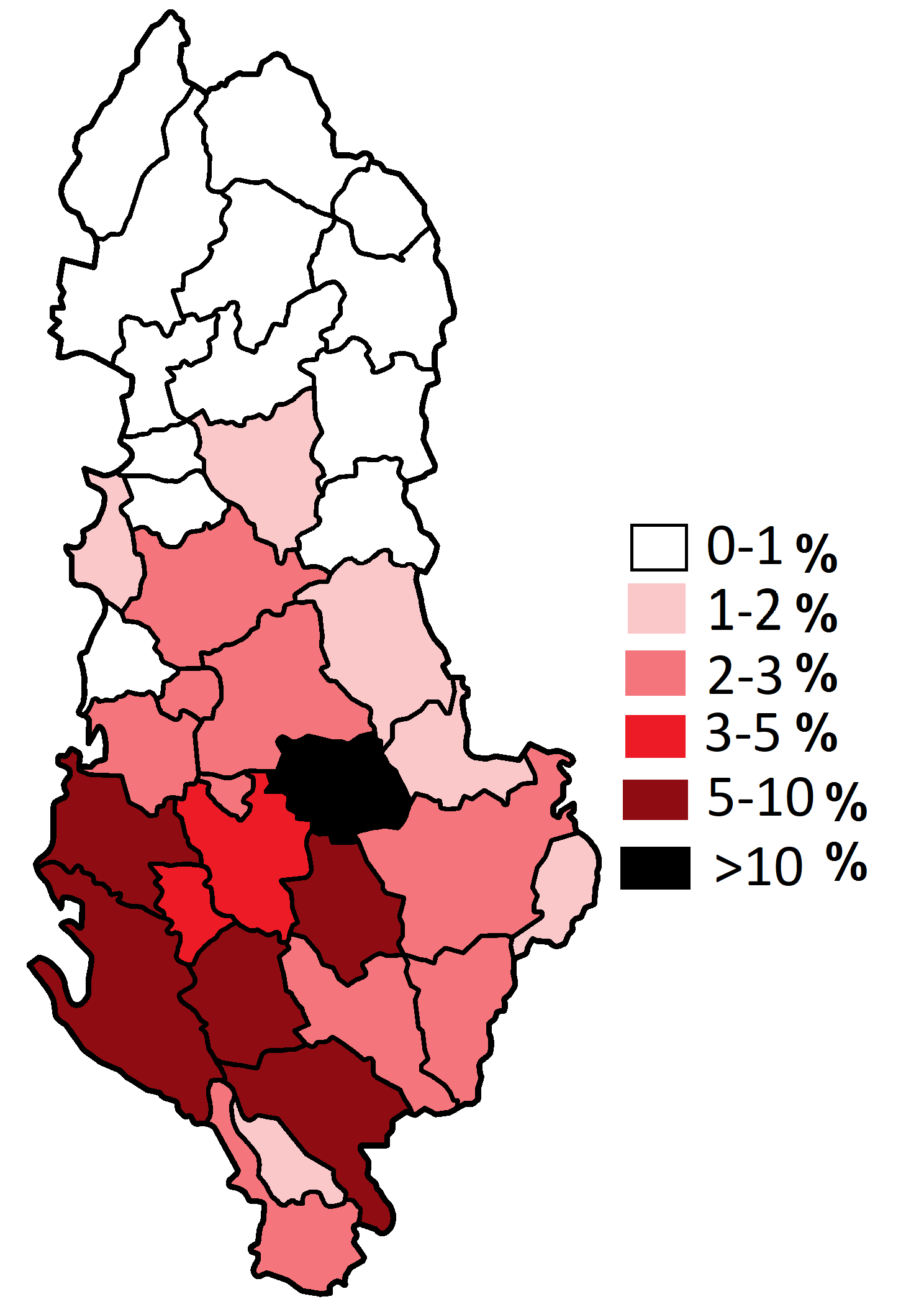
Відсоток самовизначених атеїстів за округами в Албанії на основі оскаржуваного перепису 2011 року

Різні опитування показали значну різницю в цифрах чисельності нерелігійного населення Албанії. У 1993 році проста більшість населення стверджувала, що «не має релігійної залежності» тоді як у 1994 році було зафіксовано 74 % нерелігійного населення, а у 2005 році — понад 72 % відповідно до релігійної практики (решта була 21 % форм ісламу, 6 % православ'я і 3 % католицизму). У серпні 2012 року дослідження Pew Research виявило, що, наприклад, лише 15 % мусульманського населення вважають релігію дуже важливим фактором у своєму житті, що є найнижчим відсотком у світі серед країн зі значною чисельністю мусульманського населення. Інше дослідження, проведене Gallup Global Reports 2010, показує, що релігія відіграє важливу роль у житті 39 % албанців, і вказує Албанію як тринадцяту найменш релігійну країну зі 114 опитаних. На запитання Badem-WIN та Gallup-International у 2016 році про те, чи були вони «релігійними», 56 % албанців відповіли, що вони «релігійні», 30 % сказали, що вони «нерелігійні», 9 % сказали, що «атеїсти», а 5 % не відповіли, з тим самим дослідженням, яке виявило, що 80 % албанців вірять у концепцію «Бога», 40 % вірять у життя після смерті, 57 % вірять в існування душ, 40 % вірять у пекло, і 42 % вірять у рай. Крім того, в Албанії лише 36,8 % чоловіків обрізані, при цьому показник становить 46,5 % для мусульманського походження, хоча для мусульман загалом це майже універсальний ісламський звичай.
Під час перепису 2011 року попередні результати показали, що 70 % албанців відмовляються декларувати свою віру в будь-яку з перерахованих віросповідань, хоча остаточні результати могли помітно відрізнятися від цього, показуючи, що більшість албанців асоціюється з ісламом і християнством, тоді як 16,3 % албанців або не відповіли, або були атеїстами, а ще 5,5 % були зазначені як «віруючі без (конкретної) віри». Проте, остаточні результати були розкритиковані численними спільнотами, а також міжнародними організаціями, такими як Рада Європи, а засоби масової інформації висловлювали занепокоєння тим, що були повідомлення, коли працівники заповнювали запитання про релігію, фактично не запитуючи учасників, і що вони використовували олівці, які не були не дозволено, що може призвести до неправильних підрахунків; у релігійному вимірі як православні, так і бекташі стверджували, що вони були значно недостатньо представлені.

#### Регіональне порівняння
Опитування 2018 року, засноване на трьох опитуваннях WIN/Gallup International і опубліковане в UK Telegraph, показало, що Албанія є найменш релігійною країною на Балканах, маючи «західне» ставлення до релігії, лише 39 % віруючих громадян. На відміну від Македонії (88 %), Косова (83 %) і Румунії (77 %). У Сербії, Хорватії, Греції цей показник становив від 70 % до 72 %. У Боснії цей показник становив 65 % релігійних, а в Болгарії — 52 %.

### Характеристика генеральної сукупності
Релігійна практика серед албанців (UNDP 2018)
Було виявлено, що молоді албанці виявляють більшу нерелігійність, ніж їхні старші родичі, що робить тенденцію в Албанії протилежною тій, що спостерігається в Боснії, а також виявилося, що люди православного походження повідомляють про найменшу важливість «Бога в їхньому житті», з невеликим відривом йдуть особи мусульманського походження, тоді як люди католицького походження показали більшу «важливість Бога в їхньому житті» (наприклад, 54,5 % людей католицького походження сказали, що Бог «дуже важливий у їхньому житті», порівняно з до 26,7 % православних і 35,6 % мусульман).
Медичне дослідження 2008 року в Тирані щодо зв'язку між дотриманням релігійних обрядів і гострим коронарним синдромом показало, що 67 % мусульман і 55 % християн повністю не дотримуються релігійних обрядів. Регулярне відвідування релігійних установ (принаймні раз на 2 тижні) було низьким в обох конфесіях (6 % у мусульман і 9 % у християн), а щотижневе відвідування було дуже низьким (2 % і 1 % відповідно). Часті молитви (принаймні 2-3 рази на тиждень) були вищими у християн (29 %), ніж у мусульман (17 %). Молитва кілька разів на день (як це вимагається від побожних мусульман) була рідкістю (2 % у мусульман і 3 % у християн). Регулярне голодування під час Рамадану чи Великого посту було однаково низьким у мусульман і християн (5 % і 6 % відповідно). Загалом християни в дослідженні були більш спостережливими, ніж мусульмани (26 % проти 17 %).
Дослідження 2015 року серед албанської молоді віком 16–27 років показало, що загалом 80 % молоді Албанії не є релігіними та сповідують свою релігію лише під час основних релігійних свят і урочистостей. Зокрема, 23 % респондентів ніколи не сповідували свою релігію, а 61 % сповідували її лише у релігійні свята. З решти 11 % практикували це 1-2 рази на тиждень, а 5 % щодня.
Дослідження гомофобії серед албанських студентів у 2016 році показало, що зниження рівня релігійних переконань корелювало зі зниженням виявлення гомофобії, тоді як між тими, хто ідентифікував себе з католицизмом чи ісламом, не спостерігалося різниці.
Дослідження Програми розвитку ООН у 2018 році показало, що 62,7 % албанців не сповідують релігію, тоді як 37,3 % сповідують її.
Опитування Інституту демократії та посередництва 2024 року поставило запитання про ритуальну практику в Албанії та дало такі результати:
| Практика релігійних обрядів в Албанії (опитування IDM, 2024) | %    | %    |
| ------------------------------------------------------------ | ---- | ---- |
| «ТАК, я регулярно практикую всі обряди своєї релігії»        | 10.5 | 10.5 |
| «Переважно ТАК, я практикую основні релігійні обряди»        | 30.3 | 30.3 |
| «НІ, я віруючий, але взагалі не практикую релігійні обряди»  | 44.2 | 44.2 |
| «НІ, я атеїст»                                               | 5.6  | 5.6  |
| «Відмовилися відповідати»                                    | 8.9  | 8.9  |
| «Інше»                                                       | 0.5  | 0.5  |

### Поширеність специфічних переконань
Згідно з дослідженням європейських цінностей 2008 року, Албанія мала найвищий рівень невіри в життя після смерті серед усіх інших країн: 74,3 % не вірили в це.
За дослідженням WIN/Gallup International у 2016 році про вірування албанців:
- 80 % вірили в бога
- 40 % вірили в життя після смерті
- 57 % вірили, що у людей є душа
- 40 % вірили в пекло
- 42 % вірили в небеса[41]

У хвилі 6 дослідження світових цінностей (2017—2022) Албанія мала найнижчу віру в життя після смерті в Європі — 22,7 %.
| Віра в життя після смерті (World Values Survey, 2017) | %    | %    |
| ----------------------------------------------------- | ---- | ---- |
| Так                                                   | 22.7 | 22.7 |
| Ні                                                    | 57.9 | 57.9 |
| Не знаю                                               | 19.0 | 19   |
| Без відповіді                                         | 0.4  | 0.4  |

## Суспільство

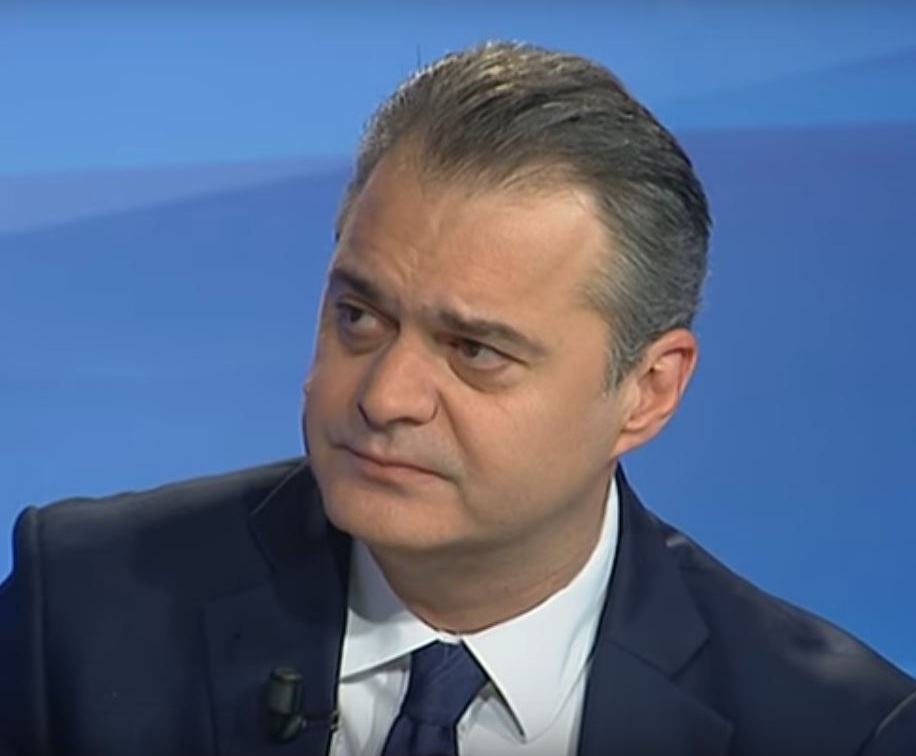
Бен Блуші, самовизначений політик-атеїст

В Албанії релігійна ідентичність зазвичай визначається атрибуцією, зазвичай через сімейне релігійне походження, а не фактичну прихильність, і незалежно від релігійності особи чи її відсутності, вона все ще може бути соціально значущою, оскільки час від часу пов'язані з історичними соціально-економічними та культурними факторами в деяких контекстах.

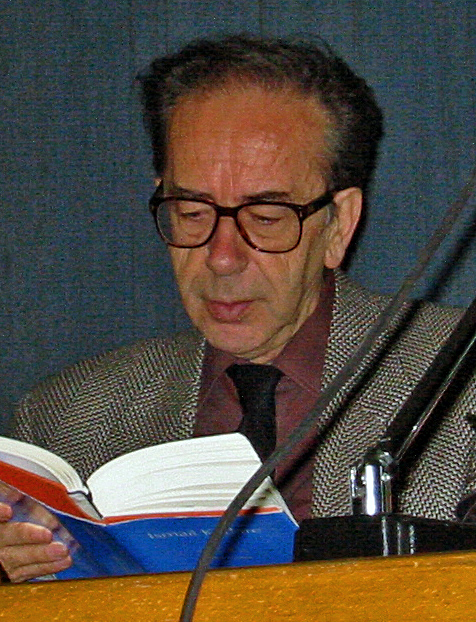
Ісмаїл Кадаре, відомий письменник, оголосив себе атеїстом

Деякі відомі сучасні албанські атеїсти включають Ісмаїла Кадаре, Енеду Таріфу, Дрітеро Аголлі, Бен Блуші, Енді Бушаті, Фатос Лубонья, Мустафа Нано, Саймір Піргу, Діана Чулі, Елтон Деда, Фатос Таріфа, Едмонд Туп'я, Іллі Рівал, Гільман Бакаллі, Їлл Ругова, Бленді Февзіу, Мойком Зеко і Ррахман Парллаку.
Опитування виявили деяку антипатію до явних атеїстів — в одному з випусків Огляд цінностей світу 19,7 % католиків, 17 % мусульман і 9,4 % православних «повністю погодилися» з тим, що «ті, хто не вірить в Бога», непридатні для роботи (загальна кількість приголосних: 47,3 % опитаних). Католиків, 46,9 % мусульман і 37 % православних). за дослідженням Ipsos 2011 року, 53,5 % албанців вважали атеїстів «схожими» на себе, а 34,1 % — «відмінними».
Деякі албанські інтелектуали скаржилися на відродження «табу» на атеїзм, як це видно з риторики навколо візиту Папи до країни в 2014 році, де атеїзм пов'язували з «комуністичними злочинами» і вважали «дефіцитним», і що новий Конституція Албанії стверджує довіру до Бога як «універсальну» цінність, незважаючи на значну кількість людей, які в країні не вірять у Бога. Були також скарги на дискурс як в Албанії, так і з боку іноземців, які посилаються на статистичні дані традиційної частки населення різних присутніх мусульманських і християнських сект, які б показали, що країна є 100 % релігійною країною, таким чином стираючи присутність нерелігійних.
Прем'єр-міністр Еді Рама (сам католицького та православного походження з дружиною-мусульманкою і висловивши сумнів щодо існування Бога) заявив, що традиційна релігійна гармонія Албанії, яка традиційно визначається як між чотирма основними конфесіями сунітський іслам, православне християнство, іслам Бекташі та римо-католицьке християнство також повинні включати нерелігійних осіб. Однак у публічній промові 2018 року він використав слово pafe (невірний) як образливу адресу своїх політичних опонентів.

### Релігії
- Християнство в Албанії
- Католицька церква в Албанії
- Православ'я в Албанії
- Іслам в Албанії
- Протестантизм в Албанії
- Юдаїзм в Албанії